# Stenolophus scapularis
Stenolophus scapularis es una especie de escarabajo de tierra del género Stenolophus, tribu Harpalini, subfamilia Harpalinae. Fue descrita científicamente por Dejean en 1831.
La especie se mantiene activa durante los meses de enero, febrero, marzo, abril, agosto, octubre, noviembre y diciembre.

## Distribución
Se distribuye por Camerún, Sudáfrica, Zimbabue y Costa de Marfil.